# Watch Out for This (Bumaye)
„Watch Out for This (Bumaye)” – singiel z 2013 roku promujący album Free the Universe amerykańskiego projektu muzycznego Major Lazer. W nagraniu gościnnie pojawiają się Busy Signal, The Flexican i FS Green.
Utwór jest wokalną wersją piosenki „Bumaye” w wykonaniu The Flexican i FS Green. Utwór ten pochodził z sampli mashupu The Flexicana Yours Truly: The Mixtape Part II w którym to pojawia się utwór The Flexicana „Bumaye” nagrany z holenderskim raperem Typhoonem. Zarówno „Bumaye” jak i „Watch Out for This (Bumaye)” zawierają sample z piosenek „María Lionza” Willie Colóna i Rubéna Bladesa z 1978 roku z albumu Siembra oraz z piosenki „Carnaval de Arequipa” autorstwa Benigno Ballón Farfán z Peru. Po Major Lazer własną wersję utworu wykonał portorykański piosenkarz reggaeton Daddy Yankee.

## Teledysk
Za reżyserię teledysku odpowiada Jay Will. Został nakręcony w Kingston na Jamajce. Akcja toczy się w 1993 roku. Przedstawia ludzi ubranych w barwne stroje wykonujących taniec twerking.

## Lista utworów

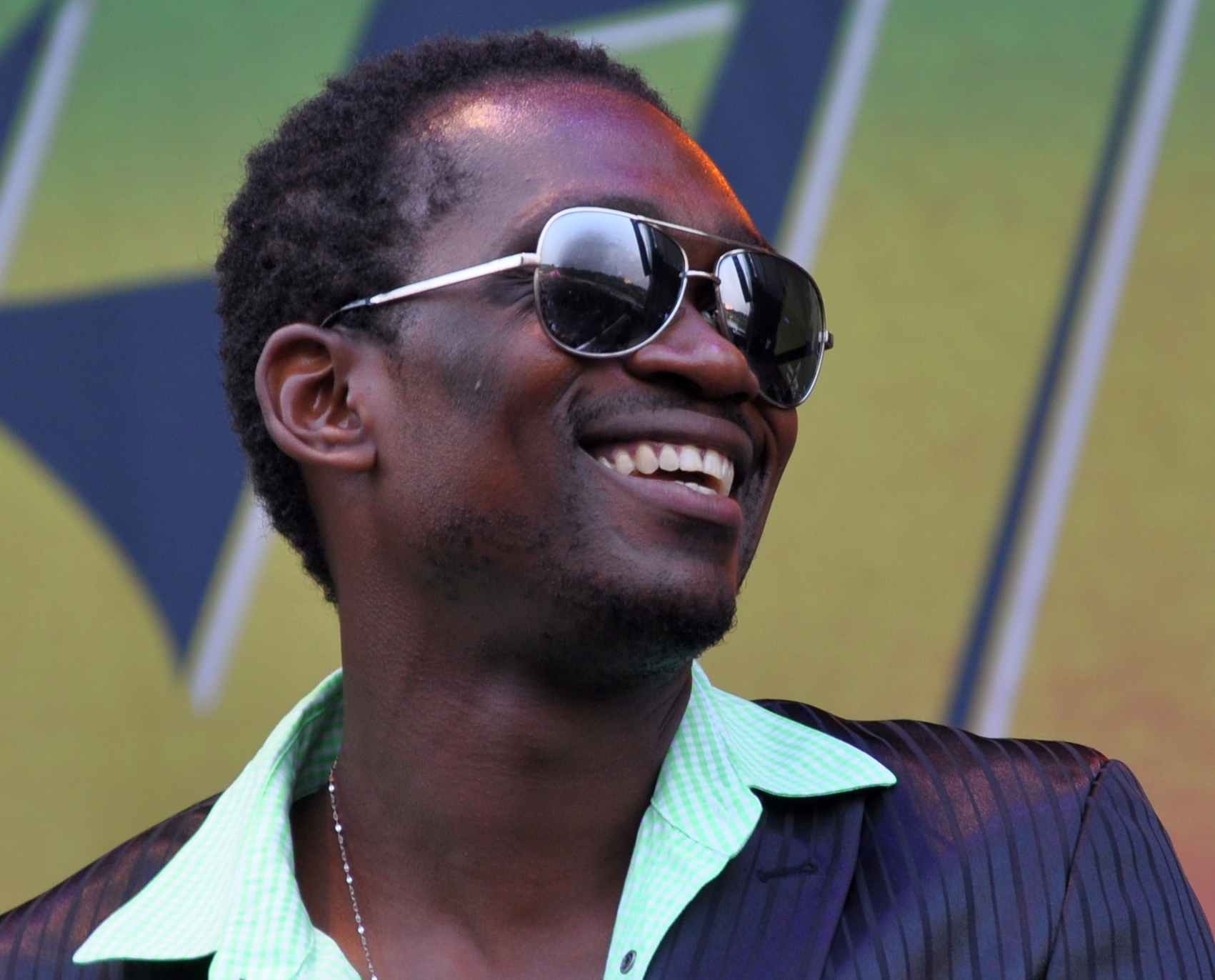
Busy Signal - wokalista w utworze „Watch Out for This (Bumaye)”.

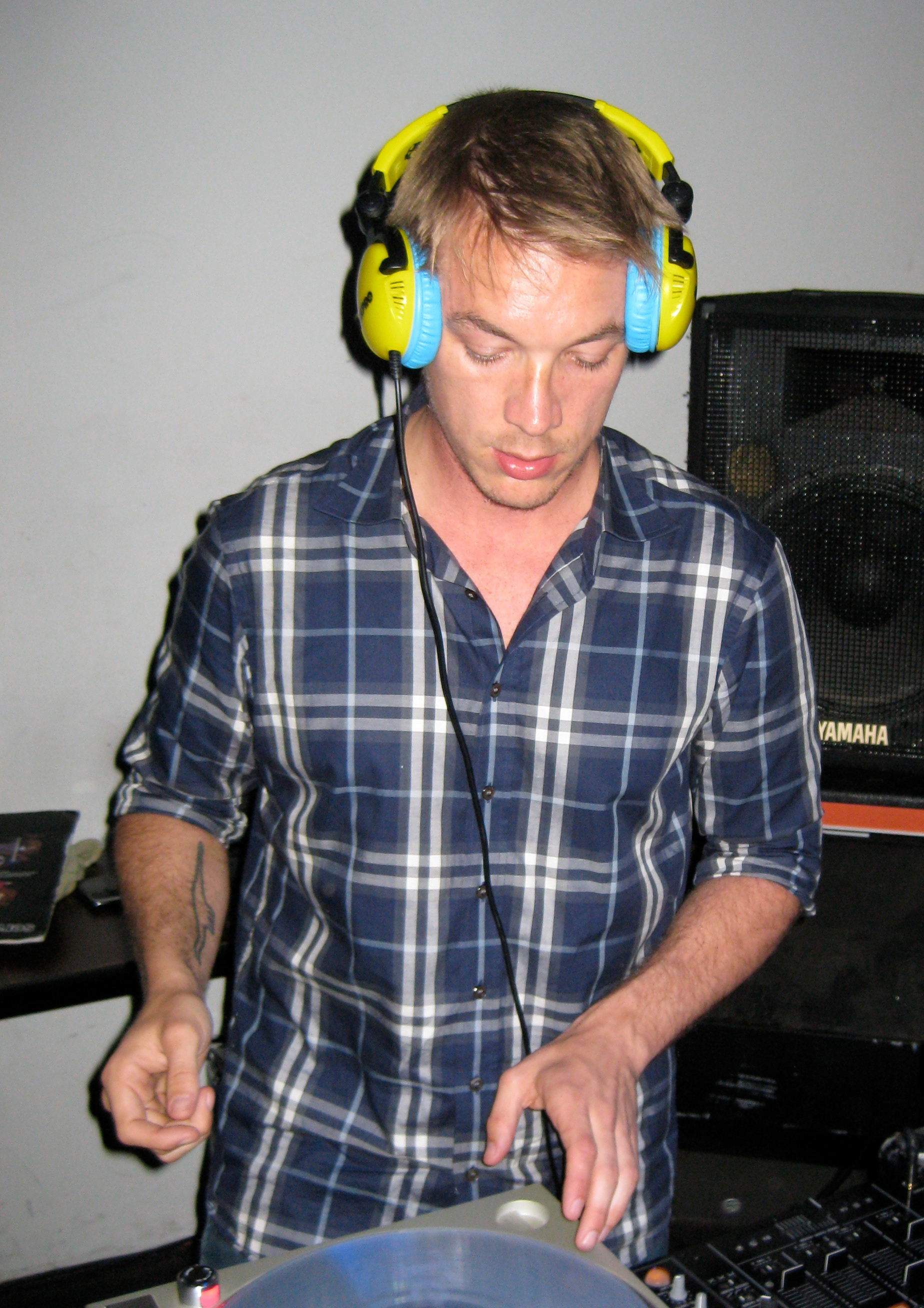
Diplo – współproducent utworu.

- Watch Out for This (Bumaye) (Remixes) - EP

| Nr | Tytuł utworu                                                   | Długość |
| -- | -------------------------------------------------------------- | ------- |
| 1. | „Watch Out for This (Bumaye)” (Chocolate Puma Remix)           | 4:19    |
| 2. | „Watch Out for This (Bumaye)” (Supa Dups & Black Chiney Remix) | 3:45    |
| 3. | „Watch Out for This (Bumaye)” (Hunter Siegel Remix)            | 4:28    |
| 4. | „Watch Out for This (Bumaye)” (YONNY CA$H Remix)               | 3:23    |
| 5. | „Watch Out for This (Bumaye)” (Ape Drums & 2Deep Remix)        | 4:49    |
| 6. | „Shell It Down” (featuring T.O.K.)                             | 4:31    |
| 7. | „Desorden” (featuring Los Rakas)                               | 4:48    |
| 8. | „This One is for You” (featuring Shurwayne Winchester)         | 4:23    |
|    |                                                                | 34:26   |

- Watch Out for This (Bumaye) (Ape Drums & 2Deep VIP Remix)

| Nr | Tytuł utworu                                                | Długość |
| -- | ----------------------------------------------------------- | ------- |
| 1. | „Watch Out for This (Bumaye)” (Ape Drums & 2Deep VIP Remix) | 4:49    |
|    |                                                             | 4:49    |

- Watch Out for This (Bumaye) (Flinch Remix)

| Nr | Tytuł utworu                                 | Długość |
| -- | -------------------------------------------- | ------- |
| 1. | „Watch Out for This (Bumaye)” (Flinch Remix) | 4:06    |
|    |                                              | 4:06    |

- Watch Out for This (Bumaye) (Daddy Yankee Remix)

| Nr | Tytuł utworu                                       | Długość |
| -- | -------------------------------------------------- | ------- |
| 1. | „Watch Out for This (Bumaye)” (Daddy Yankee Remix) | 4:26    |
|    |                                                    | 4:26    |

## Notowania na listach
| Lista                                      | Najwyższa pozycja |
| ------------------------------------------ | ----------------- |
| Austria (Ö3 Austria Top 40)                | 40                |
| Belgia (Flandria) (Ultratop 50 Singles)    | 5                 |
| Belgia (Ultratop Flanders Dance)           | 2                 |
| Belgia (Wallonia) (Ultratop 50 Singles)    | 8                 |
| Belgia (Ultratop Wallonia Dance)           | 2                 |
| Dania (Track Top-40)                       | 14                |
| Francja (Top 200 Singles)                  | 4                 |
| Niemcy (Top 100 Singles)                   | 27                |
| Węgry (Dance Top 40 lista)                 | 29                |
| Węgry (Rádiós Top 40 játszási lista)       | 17                |
| Izrael (Media Forest)                      | 4                 |
| Luksemburg (Digital Songs Billboard)       | 9                 |
| Holandia (Dutch Top 40)                    | 6                 |
| Holandia (Single Top 100)                  | 7                 |
| Holandia (Mega Top 50)                     | 9                 |
| Słowacja (Singles Digital)                 | 64                |
| Hiszpania (Top 50 Singles)                 | 46                |
| Szwecja (Top 60 Singles)                   | 38                |
| Szwajcaria (Singles Top 100)               | 23                |
| Wielka Brytania (Singles Top 100)          | 161               |
| Stany Zjednoczone (Dance/Electronic Songs) | 28                |

## Certyfikacje
| Kraj           | Certyfikacje | Sprzedaż |
| -------------- | ------------ | -------- |
| Francja (UPFI) | Platyna      | 250 000  |
| Włochy (FIMI)  | Złoto        | 15 000   |